# Academia Real Irlandesa
La Royal Irish Academy (RIA) (en irlandés Acadamh Ríoga na hÉireann) es una institución cultural irlandesa fundada en 1785. La selección de miembros –que incluye artistas, científicos y escritores– se hace por elección, y tras la presentación de un trabajo científico o académico. A los que resultan elegidos se les permite usar las letras MRIA (Miembro de la Real Academia de Irlanda) después de sus nombres. También pueden ser elegidos como miembros honorarios eruditos internacionales si han contribuido con la Academia y su labor tienen relación con Irlanda. Entre los miembros más conocidos puede mencionarse al premio Nobel Seamus Heaney, al hispanista Walter Starkie, al empresario Peter Sutherland, o a las presidentas de la república irlandesa Mary Robinson (1990-1997) y Mary McAleese. Entre sus miembros históricos destacan el poeta W. B. Yeats, el premio Nobel de Física (1951) Ernest Walton, el erudito William Wilde (padre de Oscar Wilde) o los primeros ministros y presidentes de Irlanda: Éamon de Valera (primer ministro en los periodos 1932-48, 1951-4, y 1957-9, y presidente entre 1959-73); Cearbhall Ó Dálaigh (presidente entre 1974-6), y Garret FitzGerald (primer ministro en los periodos 1981-2 y 1982-7).